# フランツィシェク・ガヨウィニチェク
フランツィシェク・ガヨウィニチェク（波：Franciszek Gajowniczek、1901年11月15日 - 1995年3月13日）は、第二次世界大戦期のポーランドの軍人。第二次世界大戦中にナチス・ドイツの捕虜となりアウシュヴィッツ＝ビルケナウ強制収容所へ収容され餓死刑に処されることになったが、その際同じく収容されていたカトリック教会の司祭、マキシミリアノ・コルベ（コルベ神父、コルベ司祭）の身代わりによって刑死から救われた人物として知られる。第二次世界大戦後は「アウシュヴィッツの生存者」の自覚から、身代わりとなって刑死したコルベ神父に関する講演活動を行った。

## 概要
1901年11月15日、ロシア帝国支配下のポーランド（現在のマゾフシェ県ミンスク郡）ストラホミンに生まれる。カトリックを信仰し、1921年からは妻と2人の子どもとともにワルシャワに暮らした。第二次世界大戦開戦後の1939年9月からポーランド軍の軍曹としてワルシャワやヴィエルニの防衛に従事しナチス・ドイツ軍と交戦するものの、ポーランド中南部のザコパネでゲシュタポの捕虜となった。その後ポーランド南部タルヌフのゲシュタポ刑務所からアウシュヴィッツ＝ビルケナウ強制収容所へ送られ、1940年10月8日に同地に到着する。1941年5月にアウシュヴィッツの収容者として、同じく収容されていたマキシミリアノ・コルベ（以下、コルベ神父）と出会う。
1941年7月29日午後、強制収容所の14号棟から逃亡者1名が出たため、罰則に従いその棟の収容者の中から無作為に選ばれた10人が餓死刑に処されることとなった。ガヨウィニチェク（囚人番号5659）はその10人に含まれていたが、妻子があったため「私にも妻と子供がいる。私が殺されれば我が子は父のいない子供になるだろう。残念です。」というと、収容者の列の中にいたコルベ神父（囚人番号16670）が歩み出て、収容所の担当者カール・フリッチュに「私が代わりになろう。カトリックの神父であるから、妻も子もいませんので。」と自身をガヨウィニチェクの代わりに処刑するよう申し出た。
この申し出は聞き入れられ、コルベ神父はガヨウィニチェクの身代わりとなり、第11ブロックの地下にある餓死室へほかの9人とともに連れて行かれた。地下の餓死室に裸にされ閉じ込められた受刑者は次々と餓死していったが、10人のうちコルベ神父と3人はまだ息があったため、フェノール（石炭酸）注射によって毒殺処刑された。

### 戦後
1944年10月25日、ガヨウィニチェクはアウシュヴィッツからザクセンハウゼン強制収容所へ送られた。同地で終戦を迎え連合軍によって解放されるまで、ガヨウィニチェクはドイツの強制収容所で5年5か月と9日間を過ごした。それから1年半後にポーランド中央部のウッチ県ラヴァ郡ラヴァ・マゾヴィエツカで妻ヘレナと再会するが、2人の息子は1945年にソビエト連邦軍の爆撃を受け死亡していたことを知る。また、強制収容所から逃亡した囚人（囚人番号41335。1910年2月、ザトラフ生まれ。運転手）も、再度捕らえられた上でアウシュビッツ強制収容所へ連れ戻され、1942年7月31日に死亡している。
戦後、一時は悩み苦しみ、長い間沈黙を守ったが、数少ないアウシュビッツの生存者と自覚し、各地で愛の殉教者コルベ神父についての講演活動を行い、国内にとどまらずヨーロッパ、アメリカ、ドイツへも出かけた。1971年10月17日にコルベ神父が列福された際には教皇パウロ6世によってバチカンに招かれている。翌1972年にはコルベ神父の列福1周年を記念しアウシュヴィッツ強制収容所への巡礼が行われ、タイム紙の報道によればその総数は15万人に達したとされる。その際にガヨウィニチェクは「私は感謝の意を表したい、この命の贈り物にです」との言葉を残している。1982年10月10日、コルベ神父が列聖されるのに合わせ、今度は教皇ヨハネ・パウロ2世によって再びバチカンに招かれた。1994年にはアメリカ・テキサス州のヒューストンにある聖マキシミリアノ・コルベ・カトリック教会も訪れている。
妻のヘレナは1977年に死去。2番目の妻の名はヤニナ (Janina) であった。
1995年3月13日、ポーランド南西部の町ブジェクで死去。享年93歳。コルベ神父が開いたニエポカラヌフ修道院の墓地に埋葬された。